# Шапел Годен
Шапел Годен (фр. Chapelle-Gaudin) насеље је и општина у западној Француској у региону Поату-Шарант, у департману Де Севр која припада префектури Бресир.
По подацима из 2011. године у општини је живело 221 становника, а густина насељености је износила 12,99 становника/km². Општина се простире на површини од 17,01 km². Налази се на средњој надморској висини од 1600 метара (максималној 166 m, а минималној 101 m).

## Демографија
| 1962. | 1968. | 1975. | 1982. | 1990. | 1999. | 2011. |
| ----- | ----- | ----- | ----- | ----- | ----- | ----- |
| 346   | 394   | 347   | 311   | 285   | 250   | 221   |

График промене броја становника у току последњих година